# Youssouf Dao
Youssouf Dao (* 5. března 1998) je fotbalový útočník z Pobřeží slonoviny. Od září 2016 působí v pražské Spartě.

## Klubová kariéra
Dao s fotbalem začínal v AFAD Djékanou, odkud se v roce 2015 přesunul do celku ASEC Mimosas. V Mimosas si zahrál africkou Ligu mistrů, ve svém prvním utkání, kterým byl první zápas druhého předkola proti Al-Ahly SC, vstřelil gól, kterým pomohl týmu do základní skupiny. Zde si připsal celkem 4 starty, a proti zambijskému ZESCO United FC skóroval. V září 2016 odešel na zkoušku do pražské Sparty, kde uspěl. V únoru 2018 odešel na jeden a půl roku hostovat do FC Sellier & Bellot Vlašim, kde celkem odehrál 32 utkání ve druhé lize, a připsal si 5 gólů. V srpnu 2019 začal nastupovat za sparťanskou třetiligovou rezervu. Zprvu hrál jako náhradník závěry utkání, následně dostával příležitost v základní sestavě. První gól vstřelil 8. března 2020 Jiskře Domažlice, v posledním utkání před přerušením lig z důvodu pandemie covidu-19. V sezoně 2020/21 si ve třetí lize připsal pouze tři starty, poté byla liga opět zrušena.

## Reprezentační kariéra
Dao je mládežnickým reprezentantem Pobřeží slonoviny. Na Africkém poháru národů hráčů do 23 let hraném v roce 2019 v egyptské Káhiře pomohl reprezentaci ke stříbrným medailím, a následně byl zvolen do nejlepší jedenáctky turnaje. Dvěma góly v semifinálovém utkání s Ghanou pomohl k postupu do finále a kvalifikování Pobřeží slonoviny na Letní olympijské hry 2020, kam byl trenérem Haidarou nominován. Na Hrách v Tokiu bylo Pobřeží slonoviny nalosováno do skupiny D spolu s Brazílií, Německem a Saúdskou Arábií. Do prvního utkání s Arábií (výhra 2:1) nastoupil jako náhradník v 66. minutě; proti Brazílii (remíza 0:0) nastoupil v základní sestavě, a od začátku hrál i v utkání proti Německu (remíza 1:1), kde v 67. minutě vstřelil gól, který byl ale po následném přezkoumání uznán jako vlastní gól obránce Henrichse. „Sloni“, posilnění na Hrách o Erica Baillyho, Francka Kessiého a Maxe Gradela, vypadli ve čtvrtfinále se Španělskem 5:2 po prodloužení, když Španěl Rafa Mir srovnal stav utkání na 2:2 v poslední minutě nastavení druhého poločasu; Dao odehrál celých 120 minut.